# Dorkas Reinacher-Härlin
Dorkas Reinacher-Härlin, geborene Dorkas Dorothea Härlin (* 7. Februar oder 8. Februar 1885 in Gruibingen, Württemberg; † 27. Dezember 1968 in Stuttgart) war eine deutsche Keramikerin. Sie schuf ab den 1920er Jahren weithin beachtete Gefäße und figürliche Arbeiten in Ton und war eine Vertreterin der Werkbund-Idee, Handwerk durch Kunst zu bereichern.

## Leben
Dorkas Härlin war eine Tochter des evangelischen Pfarrers und Indien-Missionars Emmerich Härlin und seiner Frau Anna, geb. Nast. Die Porträtmalerin Käte Schaller-Härlin war ihre ältere Schwester.
Sie besuchte die Höhere Mädchenschule in Esslingen. Dem folgte in den Jahren von 1912 bis 1913 eine Töpferlehre in Besigheim. Von 1913 bis 1916 durchlief sie eine Ausbildung an der Kunstgewerbeschule Stuttgart und in den Jahren 1916 und 1917 an der Kunstgewerbeschule Wien, u. a. in der Keramikklasse bei Michael Powolny; in Wien studierte sie auch Dekorative Malerei bei Johannes Itten. Von 1917 bis 1919 besuchte sie die Keramische Fachschule Landshut. Von 1919 bis 1924 arbeitete sie als Meisterschülerin beim Leiter der keramischen Abteilung der Stuttgarter Kunstgewerbeschule, Hans von Heider. 1920 wurde sie in den Vorstand des Deutschen Werkbunds berufen. In diese Zeit fallen Entwürfe für die Majolika-Manufaktur in Karlsruhe, unter anderem Kachelöfen.
In Stuttgart kam Dorkas Härlin in einen Freundeskreis, zu dem Oskar Schlemmer, Paul Hindemith und andere Künstler der damaligen Avantgarde zählten; 1923 heiratete sie den Lyriker Eduard Reinacher (1892–1968), den sie dort kennengelernt hatte. 
1924 wurde Dorkas Reinacher-Härlin von Martin Elsaesser zur Leiterin der Keramikklasse an den Kölner Werkschulen berufen. In dieser Zeit war Maria Eulenbruch eine ihrer Schülerinnen. Bis 1929 unterrichtete sie dort, unterstützt durch den Keramiker und Brennmeister Georg Roth, der noch über 40 Jahre an den Werkschulen weiter wirkte, unter anderem Aufbaukeramik, Freidrehen an der Töpferscheibe und Dekorationstechniken. Später betrieb sie eine eigene Werkstatt in Aichelberg. Von 1941 bis 1944 lebte sie in Straßburg und anschließend bis 1951 in Ludwigshafen am Bodensee. Im Alter kehrte sie nach Stuttgart zurück.
Als Marke verwendete sie ein verschlungenes, stilisiertes DH.